# Japanse zeebaars
De Japanse zeebaars (Lateolabrax japonicus) is een  straalvinnige vissensoort uit de familie van Aziatische zaagbaarzen (Lateolabracidae). De wetenschappelijke naam van de soort werd voor het eerst geldig gepubliceerd in 1828 door Cuvier.